# Slum

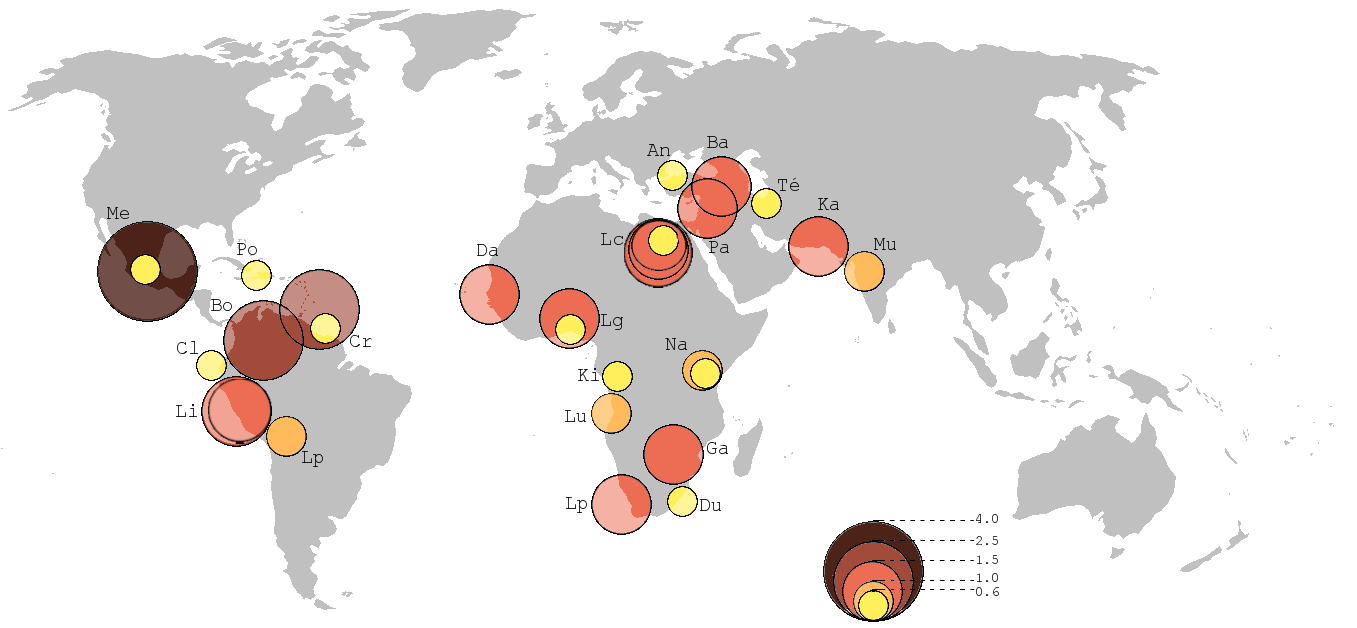
Die 30 größten Slums weltweit. Nach Mike Davis, 2006

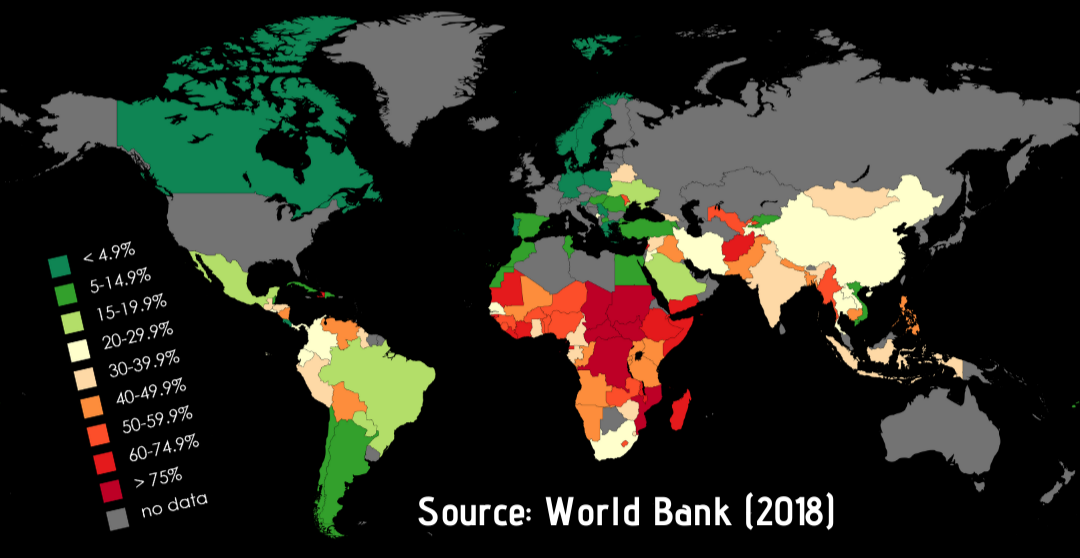
Anteil der städtischen Bevölkerung in Slums (2018)

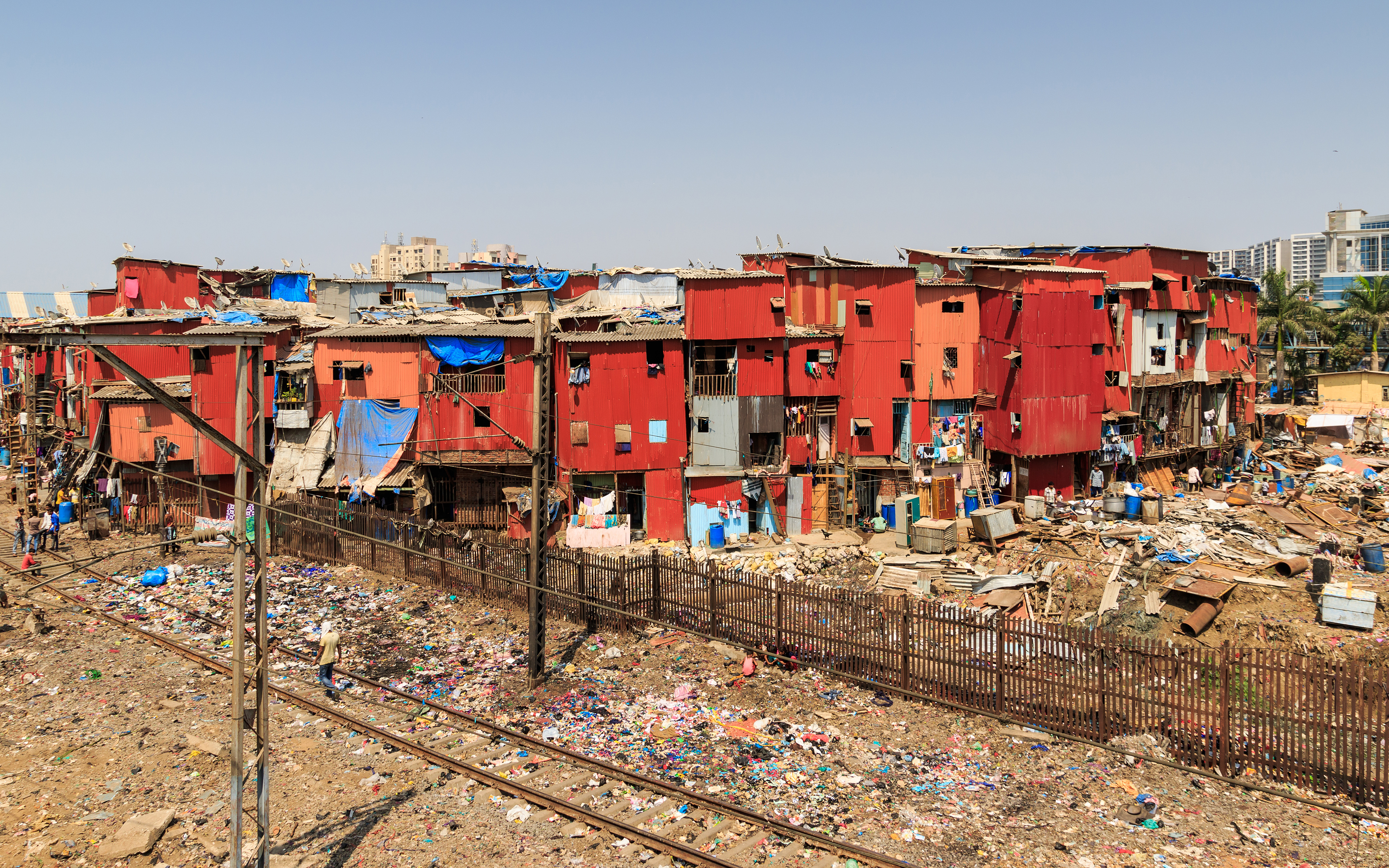
Slum in Mumbai

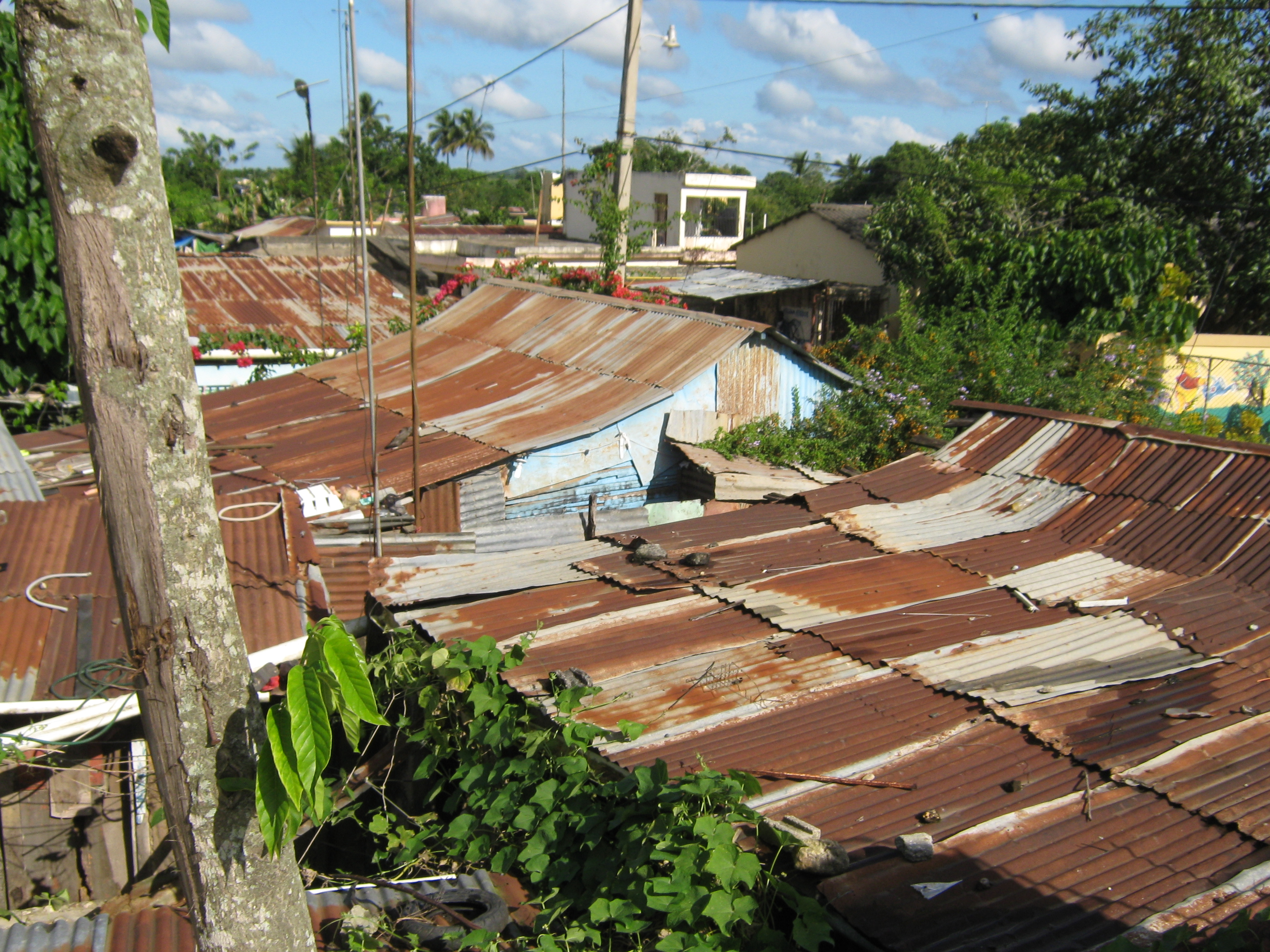
Slum in der Dominikanischen Republik

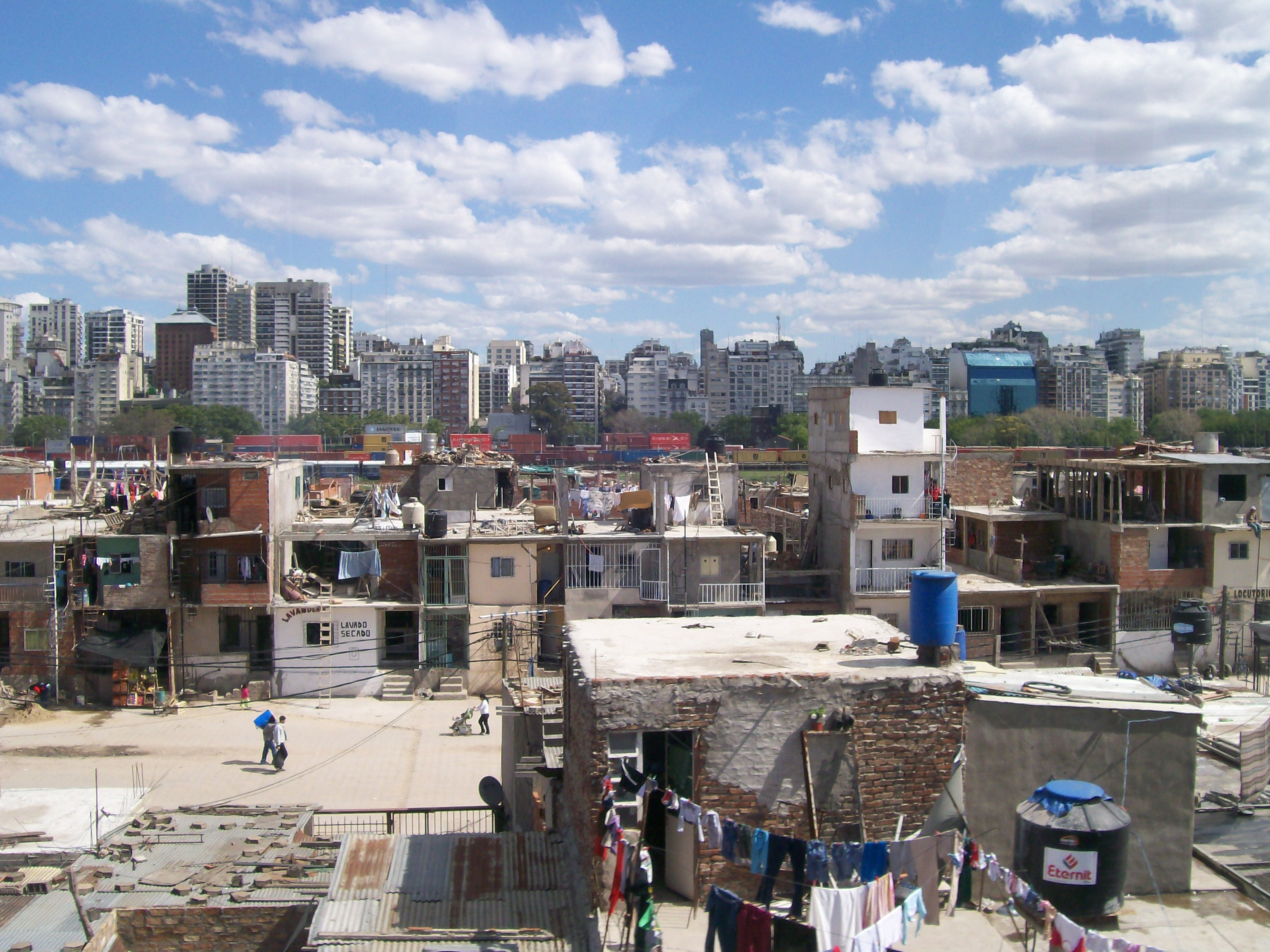
Slum in Buenos Aires, Argentinien

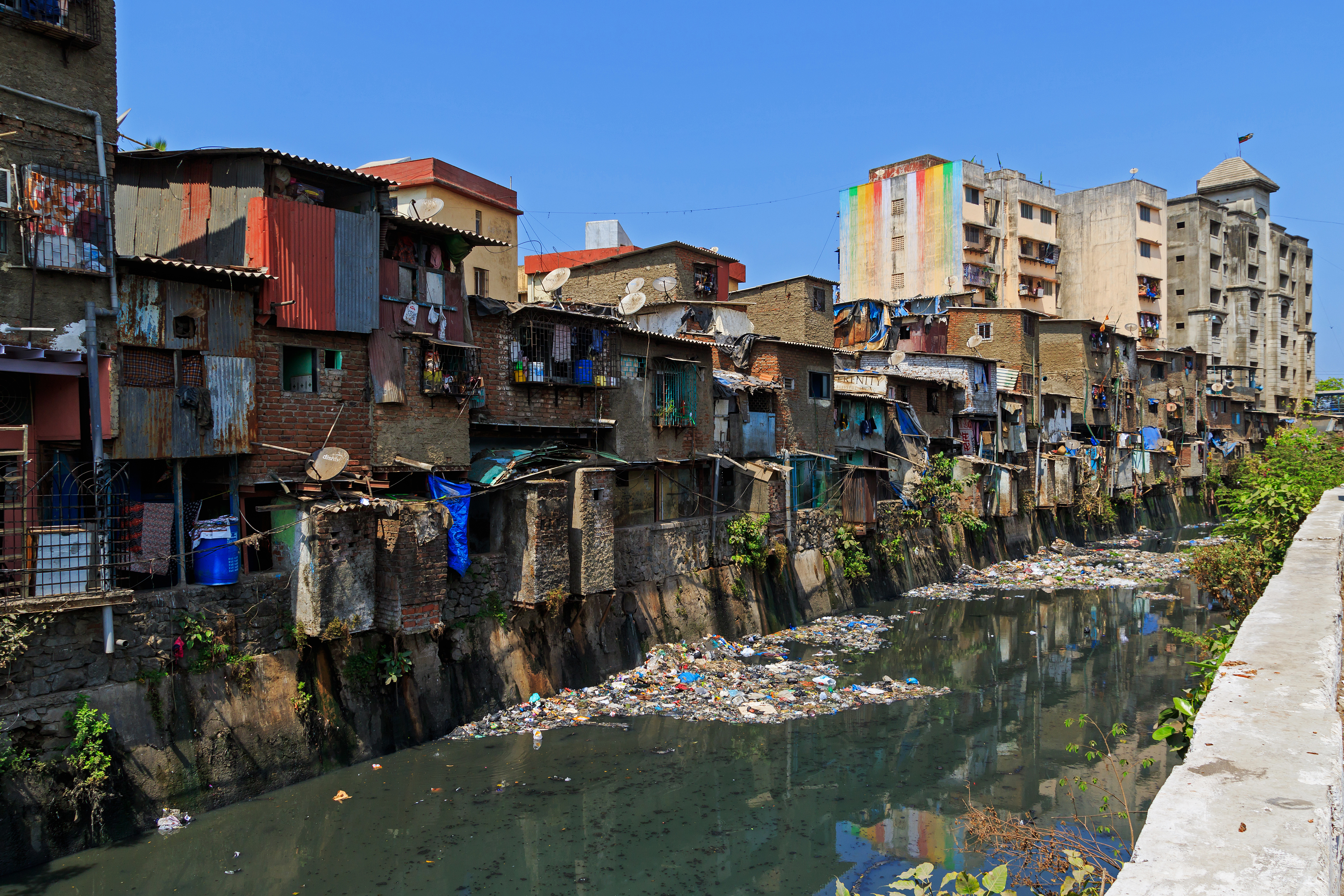
Dharavi ist der größte Slum Asiens

Ein Slum [slʌm] (aus dem Englischen entlehnt für „Armenviertel“ oder „Elendsviertel“) ist ein dicht besiedeltes Stadtviertel der unteren Bevölkerungsgruppen mit mangelhafter Infrastruktur. Umgangssprachlich werden heute übervölkerte und verwahrloste Elendsviertel von Städten, die gewöhnlich von sehr armen Menschen, oft städtischen Zuwanderern bewohnt werden, als Slum bezeichnet. Das schließt informelle Siedlungen ein.
Charakteristisch sind eine hohe Bevölkerungsdichte, eine willkürlich entstandene Siedlungsstruktur ohne planerische Vorgaben mit hohen Anteilen von nicht den Baustandards entsprechenden und provisorischen Bauten sowie eine fehlende oder unzureichende Infrastruktur (Versorgung mit Wasser und Elektrizität, Kanalisation, Müllabfuhr, Anbindung durch öffentliche Verkehrsmittel, Geschäfte der Grundversorgung, medizinische Versorgung).

## Definition und Begriffe
Als Herkunft des Wortes „Slum“ wird die irische Phrase ’S lom é mit der Bedeutung „düsterer und mittelloser Ort“ (wörtl. „Es ist kahl.“) angenommen.
Das englische Wort Slum wurde zuerst um das Jahr 1820 in London bekannt. Ursprünglich stand Slum für „eine Wohnung mit niedrigem Standard“. Slum beschrieb die armseligen Unterkünfte der Arbeiter in der Nähe von Fabriken, die in gedrängt vollen Siedlungen mit schlechter Versorgung lebten. Später bezeichnete „Slum“ Stadtviertel mit schmutzigen Hintergassen.
Heute definiert UN-HABITAT den Begriff Slum als „Siedlung, in der mehr als die Hälfte der Einwohner in unzumutbaren Unterkünften ohne grundlegende Versorgungseinrichtungen leben“. Slumbewohner leben demnach „ohne Eigentumsrechte, Zugang zu sauberem Wasser, Zugang zu sanitären Einrichtungen und ohne ausreichenden Wohnraum“. Beinahe jeder sechste Mensch auf der Erde lebt in einem solchen Elendsviertel, in dem Armut, Krankheit und Diskriminierung herrschen.
Selbst in vermeintlich wohlhabenden Ländern der Welt können Slums entstehen, wenn die politischen und gesellschaftlichen Voraussetzungen gegeben sind.
Als Slums oder Informelle Siedlungen (ungenauer Elendsviertel) werden in der Türkei die Gecekondu, im Mittleren Osten die Compounds, in Argentinien die Villa Miseria, in Brasilien die Favelas oder Invasões, in Ecuador die Invasiones oder Guasmos, in Peru die Barriadas oder Pueblos jóvenes, in Kuba die Llega y pon,  im frankofonen Afrika die Bidonvilles, im südlichen Afrika die Shanty Towns (in Namibia die Werften) und auf den Philippinen die Tondos bezeichnet.

## Vorkommen und Entstehung
Laut einer Schätzung der Weltbank lebt rund jeder siebte Mensch in einem Slum. Das heißt, dass es weltweit rund eine Milliarde Menschen gibt, die in den Slums leben. Slums finden sich zumeist in den großen Städten der „Dritten Welt“, aber auch zunehmend in an sich als „reich“ geltenden Staaten wie den USA.
Slums sind durch eine hohe Armuts- und Arbeitslosenquote gekennzeichnet. Häufig treten auch soziale Probleme wie Kriminalität, Drogenmissbrauch und Alkoholismus auf. In vielen Ländern leisten sie aufgrund der schlechten sanitären Bedingungen Krankheiten Vorschub.
Die Entstehung von Slums wird im Wesentlichen durch zwei Phänomene begünstigt.
- Zum einen findet ein starker Zuzug (z. B. Landflucht) in die Ballungsräume statt. Der damit verbundene demografische Wandel innerhalb eines Zeitraums von weniger als einer Generation erschwert erheblich die Möglichkeiten zur Assimilierung der neuen Bevölkerung in die Stadt.
- Zum anderen erfolgt durch innerstädtische Wanderungsbewegungen eine Segregation in verschiedene Nachbarschaften.

Diese beiden Phänomene begründen für sich die Entstehung von Slums noch nicht. Sie führen in einer ersten Stufe zur Bildung von Stadtteilen mit sehr unterschiedlicher sozialer Struktur und zu Ghettos (Ghettoisierung). Die Siedlungsbereiche der schwächeren Bevölkerungsgruppen in diesem Gefüge können sich im Lauf der Zeit zu Slums verwandeln.
Die Rolle der innerstädtischen Verkehrswege bei dieser Entwicklung ist ambivalent, da deren eigentlicher Zweck die Stadtteile zu verbinden auch von deren Trennungswirkung überlagert wird. Im Besonderen gilt das für höherrangige Straßen und Autobahnen, deren Überquerung für die Bewohner erschwert wird.
Nicht alle Siedlungen, die äußerlich von einem Beobachter schon als Slum interpretiert werden, erfüllen bei näherer Betrachtung die Kriterien eines Slums. Städteplaner attestieren manchen Vierteln bereits urbane Qualitäten. Dazu gehören funktionierende Nachbarschaften, kurze Wege, moderate Durchmischung von Wohn- und Gewerbenutzungen. Materieller Mangel der Bewohner führt dazu, dass Bauten, die den Maßstab sprengen, nicht entstehen. Wesentlich an diesen Stadtteilen ist die hohe Bebauungsdichte. Der fehlende Autoverkehr begünstigt die sonst ungünstige allgemeine Aufenthaltsqualität. In diesen Slums gibt es – wie in den Stadtkernen Europas vor über 100 Jahren – hygienische Probleme (z. B. fehlende Wasserversorgung, Kanalisation etc.).
Slums, die aus der Landflucht heraus entstanden sind, sind sozial wie technisch ähnlich organisiert wie die dörflichen Strukturen in der Heimat der Landflüchtigen.
Multizentrale Städte mit kleinen selbstorganisierenden, aber durchmischten Nachbarschaften sind am ehesten geeignet, gegenseitige Verantwortung der Bevölkerung zu bilden und zu fördern und so dazu beizutragen, dass aus ärmlichen Stadtvierteln keine Slums werden, sondern sukzessive eine Verbesserung des Standards erreicht wird. Es ist dabei wesentlich, das Bildungsniveau der Bevölkerung zu erhöhen.
Die Slums einiger Großstädte sind nicht aus der Landflucht entstandenen, sondern zumeist aus der Segregation von Nachbarschaften. Die öffentliche Infrastruktur in diesen Gebieten wuchs nicht in dem Maße wie die Anzahl der Bewohner. Auch hier kann durch soziale und technische Maßnahmen eine Verbesserung der Situation erzielt werden – allerdings mit dem Vorteil, dass die dortige Bevölkerung prinzipiell bereits städtisch geprägt ist.
Einige Regierungen versuchen, das Problem der Slums zu lösen, indem sie die baufälligen alten Gebäude abreißen und sie durch moderne, meist stark verdichtete Wohnsiedlungen mit besseren sanitären Anlagen ersetzen. Solche Lösungsversuche können jedoch nur Erfolg haben, wenn auch die sozialen Probleme der Bevölkerung gelindert oder beseitigt werden.

## Slumbildung

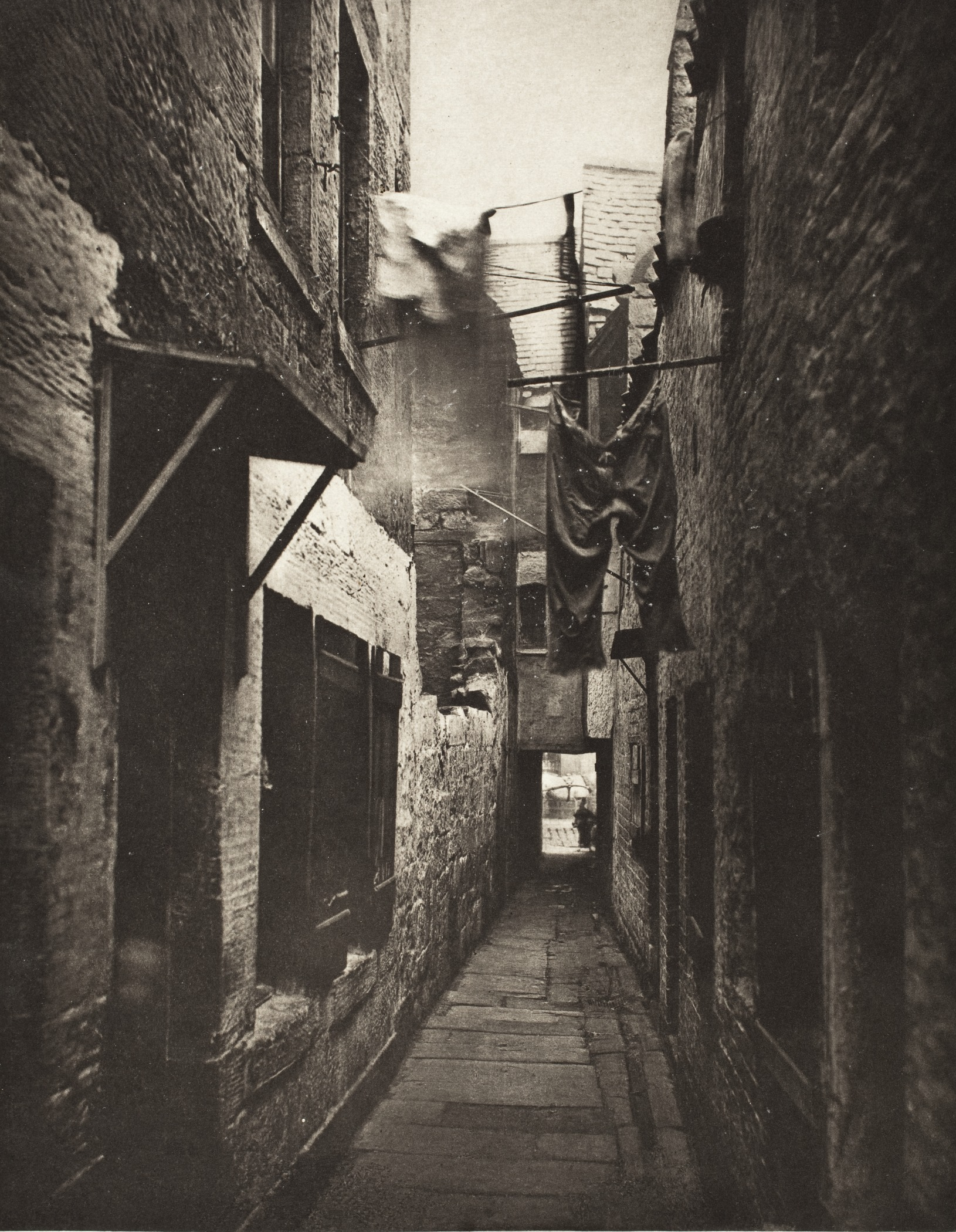
Slum in Glasgow, 1871

Mike Davis weist in Planet of Slums (2006) zur Erklärung, weshalb die Slums in den letzten Jahren förmlich „explodierten“, darauf hin, dass die Städte in den „unterentwickelten“ Staaten in der ersten Hälfte des 20. Jahrhunderts vergleichsweise langsam wuchsen. Davis sieht einen wichtigen Grund für das zunächst langsame Wachstum im Kolonialismus – vor allem im Britischen, der den Kolonialisierten die Stadtrechte verweigerte. Hinzu komme, dass sozialistische Staaten wie die Volksrepublik China (bis 1980) und die Sowjetunion mit ihrer Planwirtschaft ebenfalls ein zu starkes Stadtwachstum eindämmten. In Lateinamerika wie etwa Venezuela oder Mexiko-Stadt versuchte die Politik, mit Planierraupen die Slums klein zu halten.
Mit dem Ende des Kolonialismus fielen zugleich die „politischen Stadtmauern“, und die Menschen ergriffen das Recht auf Freizügigkeit. Hierzu wurden sie durch Hungersnöte und Verschuldung gezwungen, aber mehr noch durch Bürgerkriege und die Politik der Counterinsurgency. Die Einführung des Kapitalismus sorgte in Staaten wie China und Russland mitsamt seinen Satellitenstaaten ebenfalls für ein rasches Anwachsen der Städte. Soziale Wohnungsbauten wurden in der Regel von den Mittelschichten und von Militärangehörigen beschlagnahmt. Das endgültige Aus für ein gemäßigtes Städtewachstum und die Eindämmung der Slums war nach Davis schließlich das vom IWF eingeführte Strukturanpassungsprogramm (SAP), das seit 1975 den Rückzug von Sozialmaßnahmen aus den Vierteln der Armen beschleunigte.
Primäre Ursachen für die Slumbildung ist die Armut auf dem Land und das fehlende Arbeitsplatzangebot in ländlichen Gebieten. Meist erwarten sich Menschen in den Städten bessere Lebensbedingungen und erhoffen sich ein höheres Einkommen. Durch die einsetzende Landflucht kommt es in den Städten zu Wohnraummangel, welcher zur Gründung informeller Siedlungen führt.